# Rochecolombe
Rochecolombe é uma comuna francesa na região administrativa de Auvérnia-Ródano-Alpes, no departamento de Ardèche. Estende-se por uma área de 21,5 km². Em 2010 a comuna tinha 221 habitantes (densidade: 10,3 hab./km²).